# Fabrique Giscard
La fabrique Giscard, aussi appelée manufacture Giscard ou Maison Giscard, situé au no 25, avenue de la Colonne à Toulouse, est l'ancien atelier de la famille de statuaires Giscard. Manufacture française de terre cuite.

## Histoire
La fabrique est créée en 1855 par le fondateur de la fabrique, Jean-Baptiste Giscard. À l'apogée de l'entreprise, celle-ci fait travailler une cinquantaine d'ouvriers et ouvrières. La fabrique alimente aussi bien le mobilier des édifices religieux de la région que les hôtels particuliers ou les maisons « Toulousaines ».
Les façades sont inscrites à l'inventaire supplémentaire des Monuments historiques en 1975 et la fabrique en entier est inscrite dans son ensemble le 13 mars 1998,.
En 2005, la mairie de Toulouse reçoit la fabrique du legs de Joseph Giscard, arrière-petit-fils de Jean-Baptiste. En 2012, à la suite des journées du patrimoine est fondée l’Association Manufacture Giscard visant à faire connaître le patrimoine de la fabrique. Fin 2013, le musée Paul-Dupuy organise une exposition temporaire autour de la maison Giscard.

## Description
La façade est entièrement décorée de terre cuite, une manière pour la fabrique d'exposer son savoir-faire. La décoration comprend notamment trois singes aux angles, sans doute une référence au terme d'argot « singe » désignant le patron ou chef d'atelier peu disposé à payer ses ouvriers, une frise d'antéfixes et deux clefs d'arcs au-dessus des fenêtres reprenant de nombreux symboles reliés au travail de la sculpture.

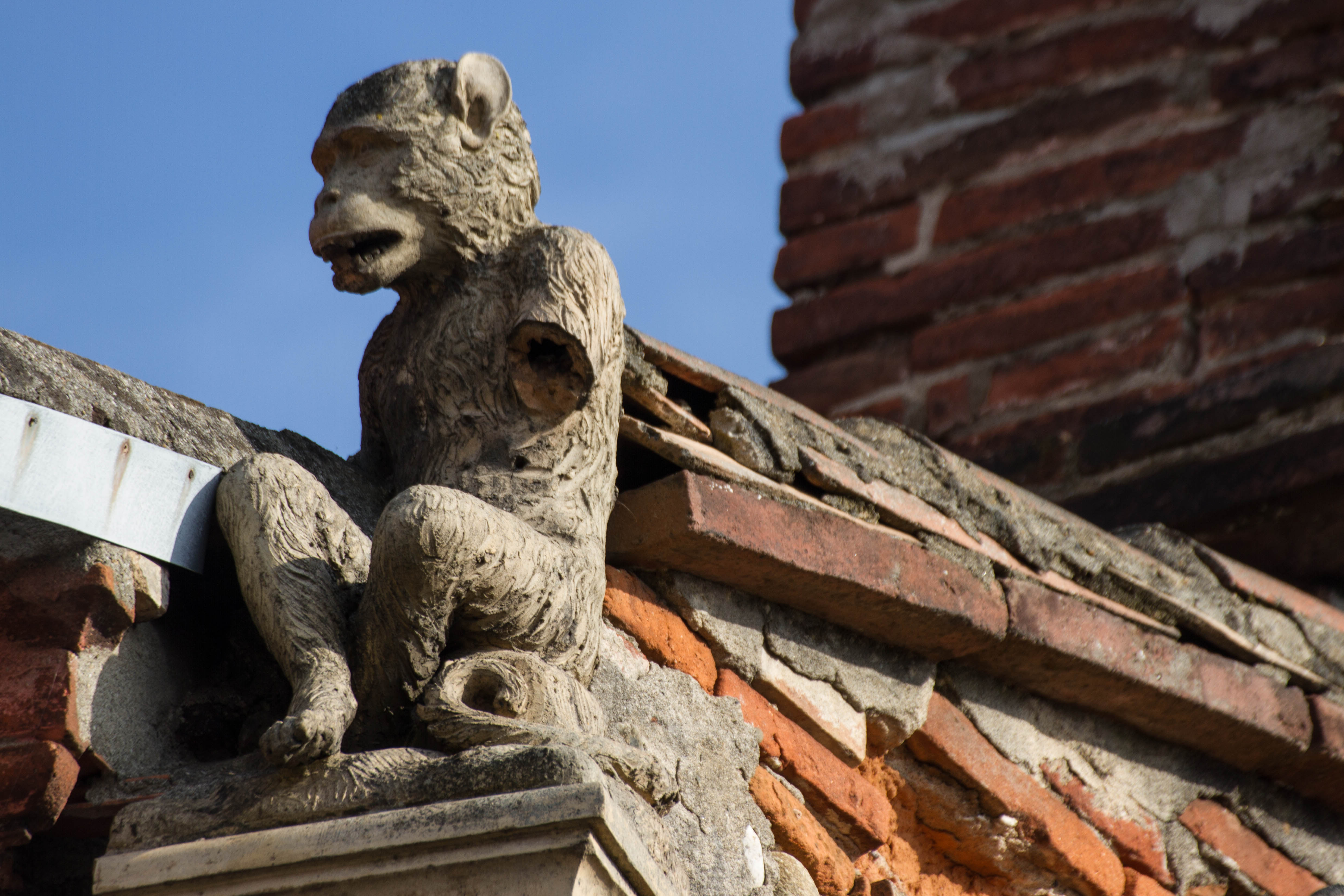
Sculpture de singe
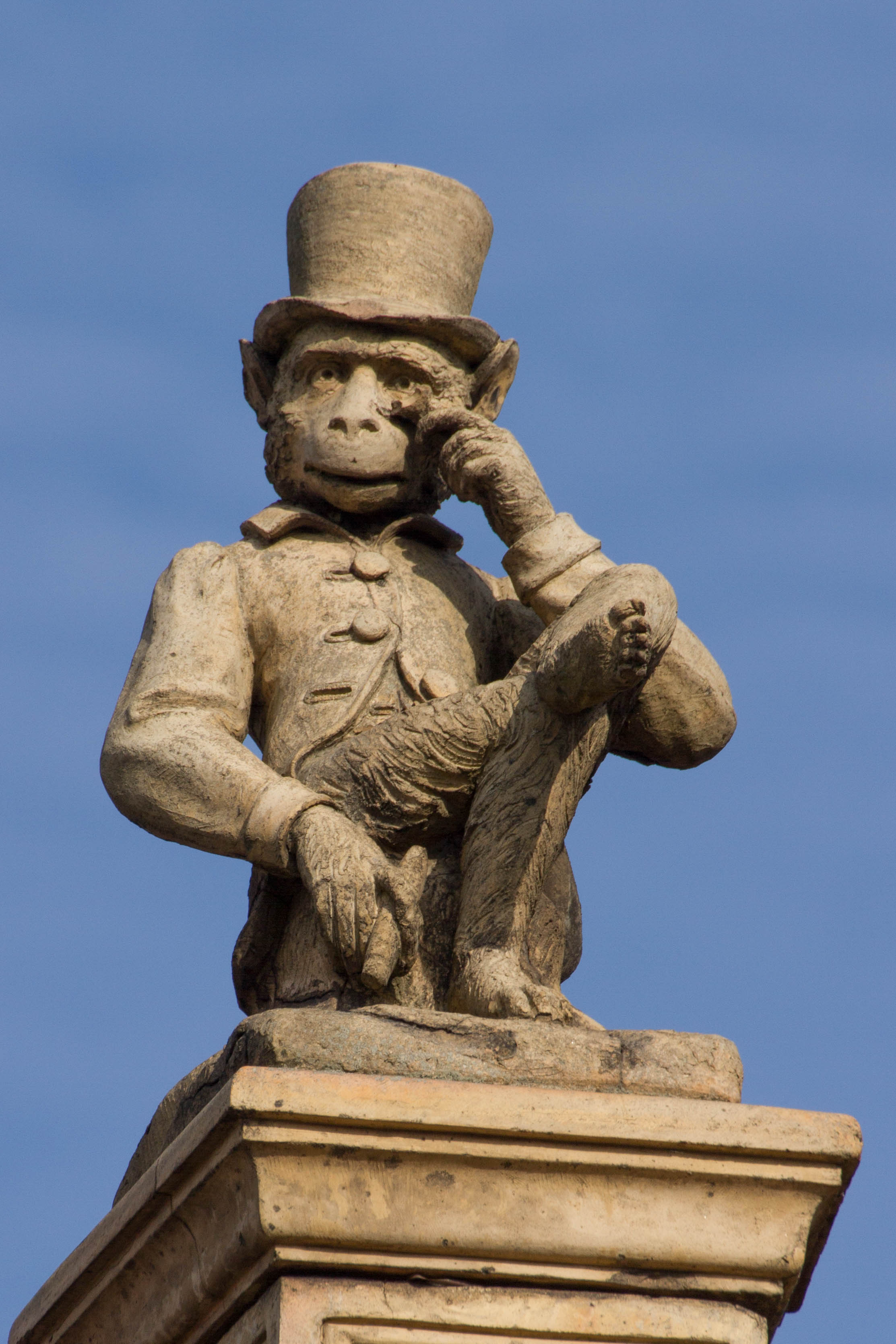
Sculpture du singe capitaliste XIXe siècle
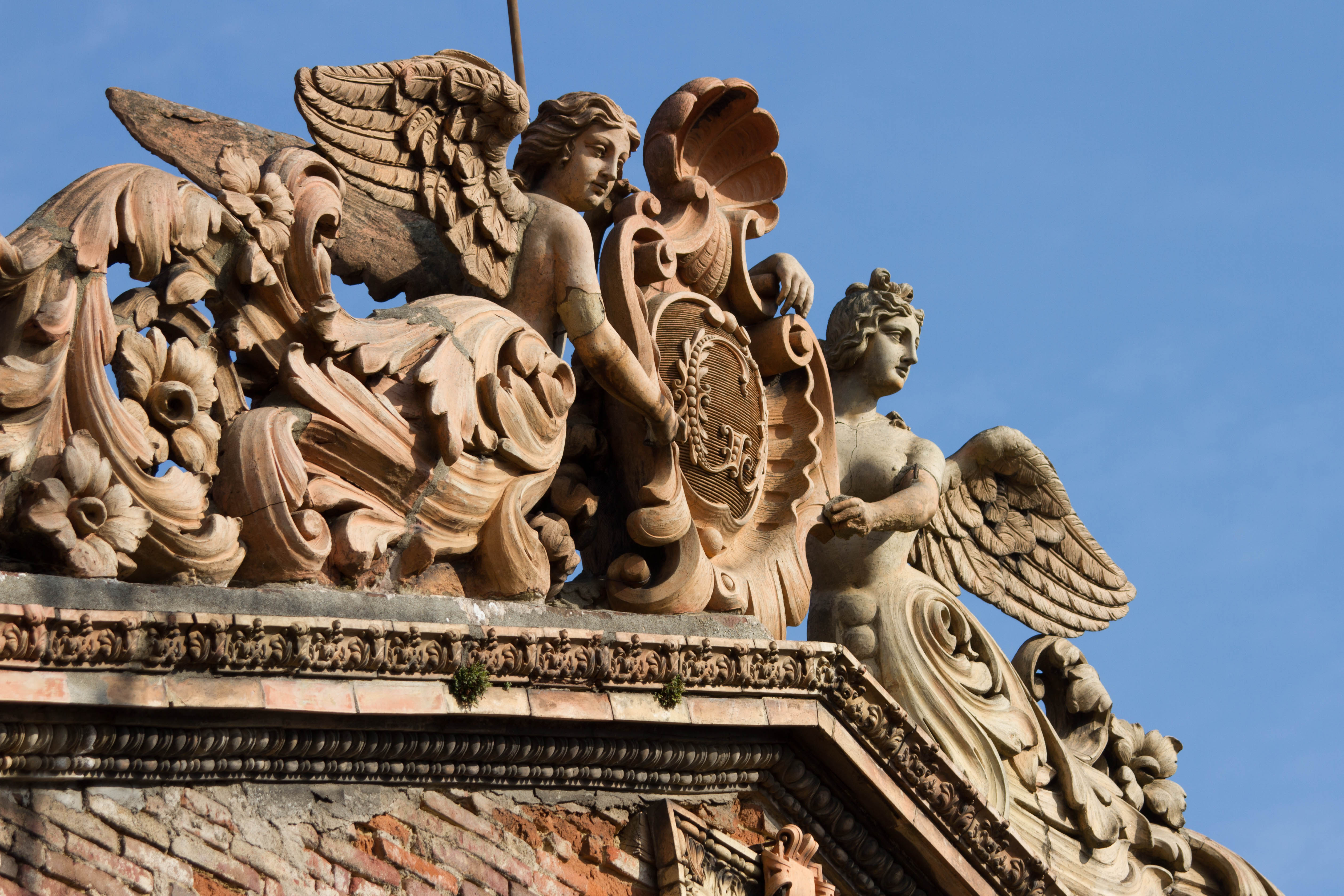
Fronton côté cour, deux anges tenant un blason avec un "G"
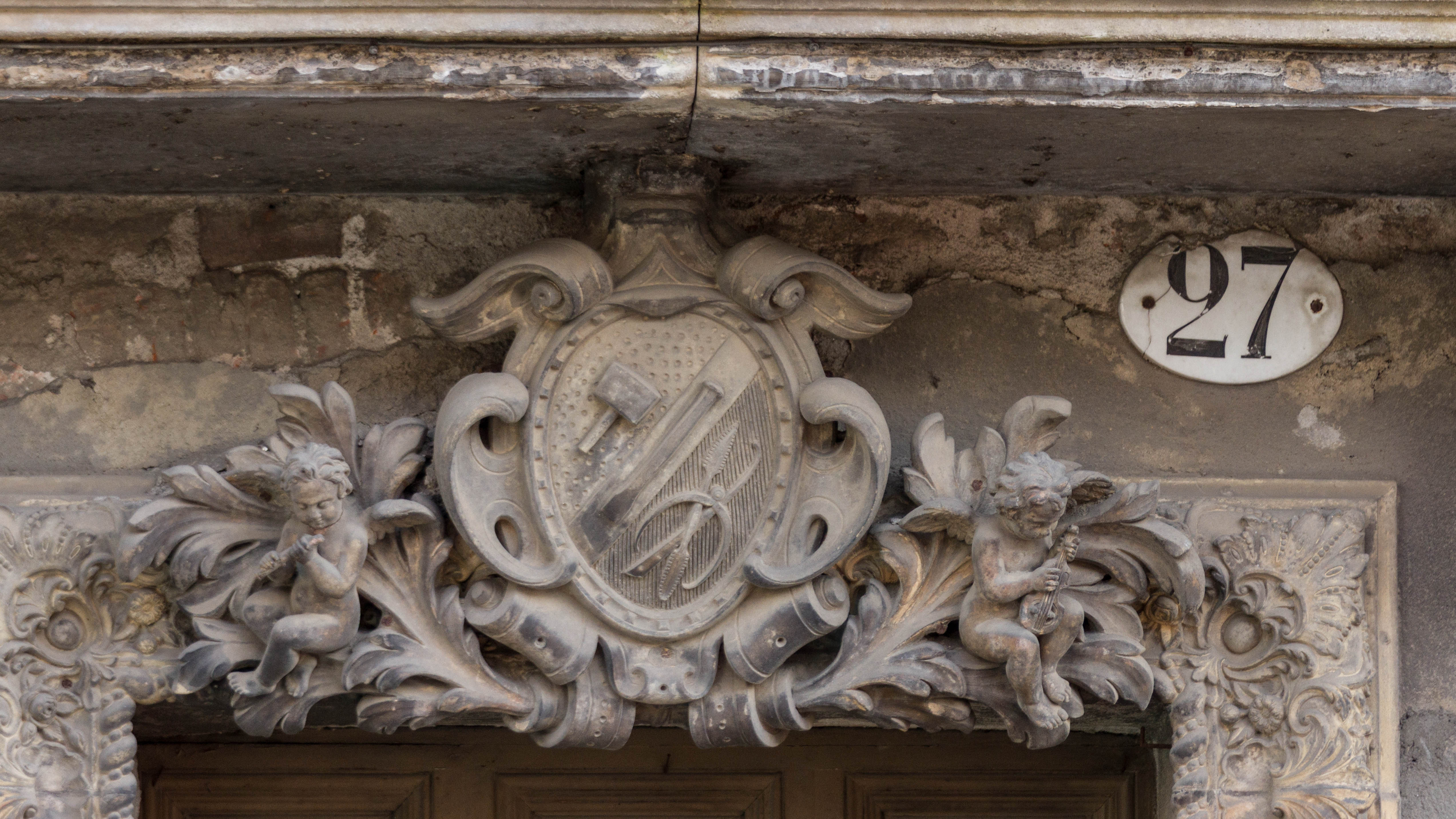
Blason avec marteau et ciseaux
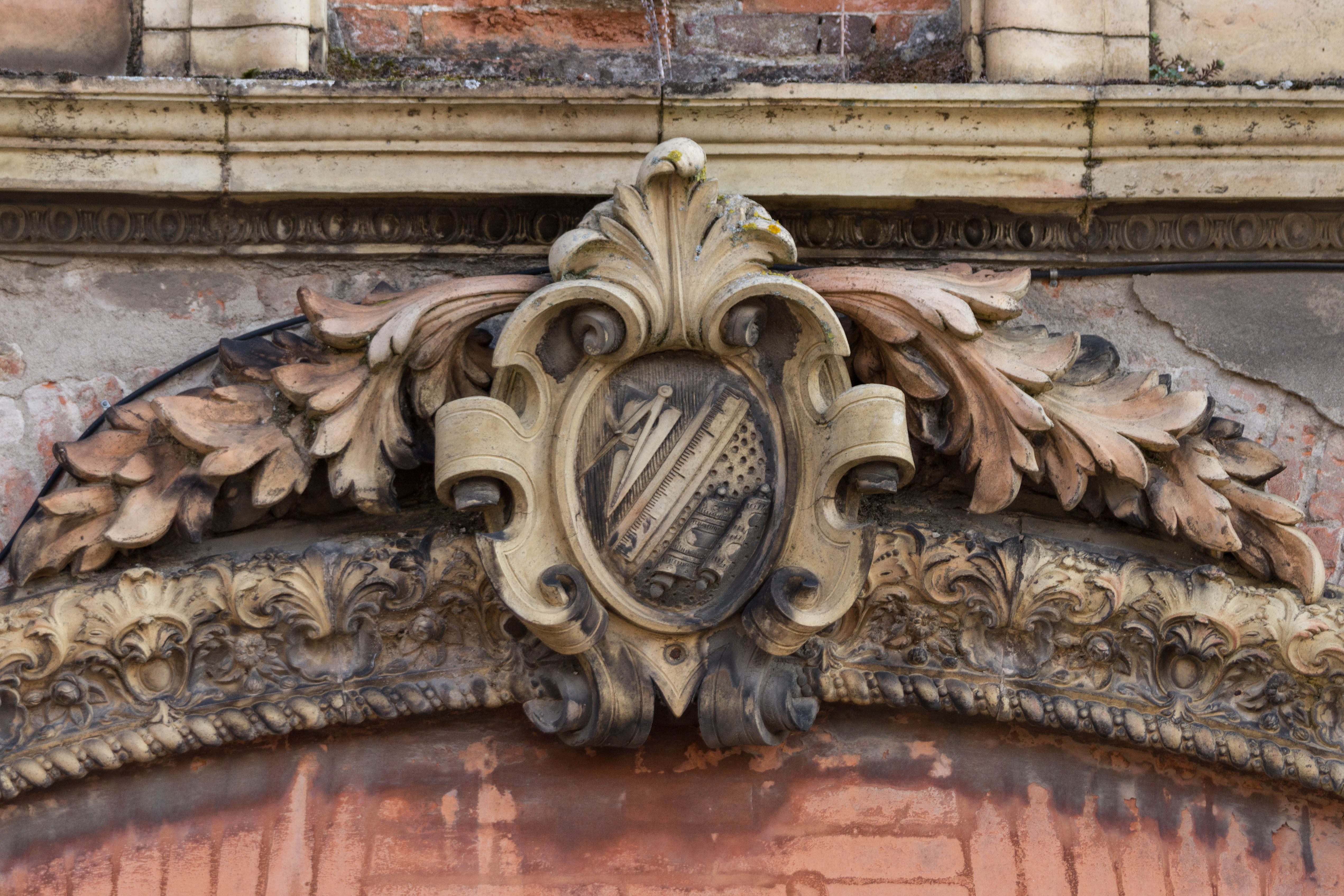
Blason avec compas et règle
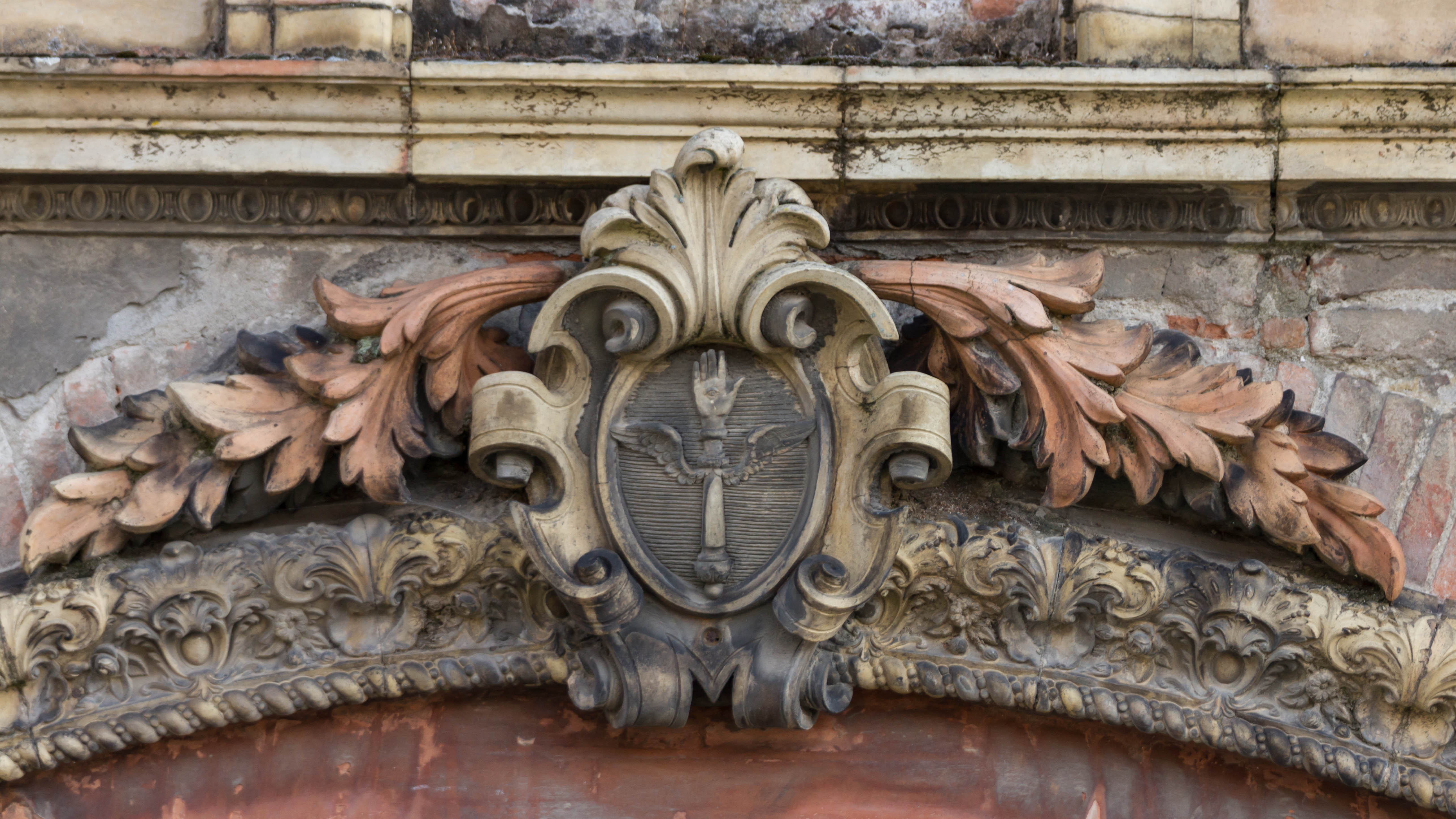
Blason avec main ailée
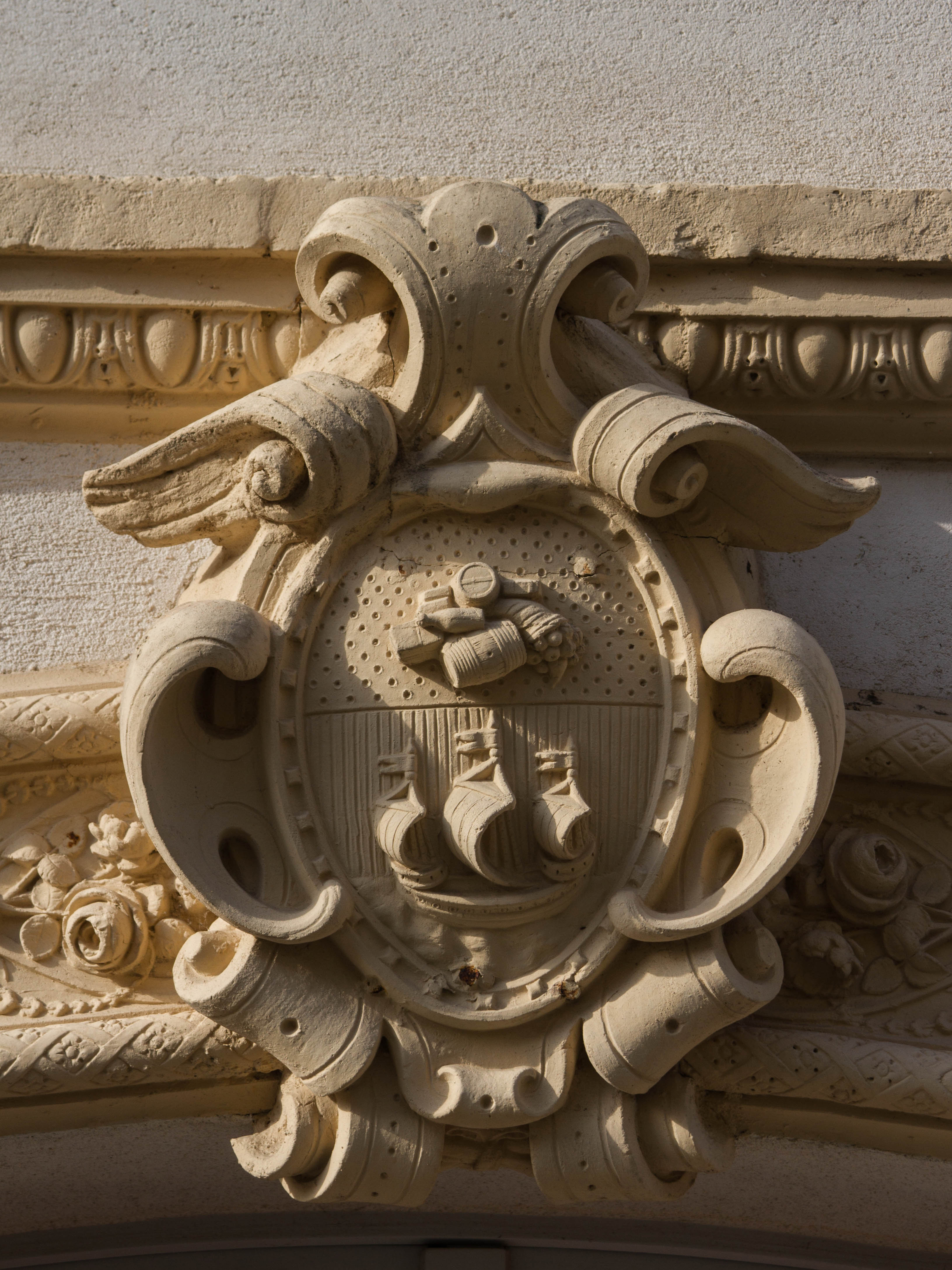
Blason avec tonneaux et bateau